# Chimnyu
Chimnyu (kor. 침류왕; zm. 385) – król (wang) Baekje, jednego z Trzech Królestw Korei, panujący w latach 384–385.

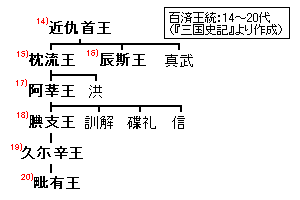
Genealogia królów Baekje ja

Był starszym synem poprzedniego króla Kŭn’gusu i damy Ai, objął rządy po śmierci ojca. 
W 384 roku przyjął na dwór buddyjskiego mnicha Maranantę (마라난타), zapoczątkowując popularyzację buddyzmu w Baekje. W następnym roku zmarł.
Gdy Chimnyu zmarł, jego syn Asin był jeszcze niepełnoletni, stąd rządy przejął młodszy brat zmarłego – Jinsa. Natomiast Asin objął tron po śmierci stryja w 392 roku